# Port Blandford
Port Blandford is een plaats en gemeente (town) in de Canadese provincie Newfoundland en Labrador. Port Blandford ligt in het oosten van het eiland Newfoundland, aan de zuidrand van het Nationaal Park Terra Nova.

## Geschiedenis
In 1971 werd het dorp een gemeente met het statuut van local improvement district (LID). In 1980 werden LID's op basis van The Municipalities Act als bestuursvorm afgeschaft, waarop de gemeente automatisch een town werd.
In 1996 annexeerde de gemeente het iets noordelijker gelegen gehucht Muddy Brook.

## Geografie
Port Blandford ligt aan het einde van een ruim 40 km lange zeearm genaamd Clode Sound. Het betreft een zijarm van de Bonavista Bay, een grote baai aan de oostkust van Newfoundland. 
De dorpskern van Port Blandford is gelegen aan de splitsing van de Trans-Canada Highway (NL-1) met provinciale route 233. Zo'n 2 km ten noordwesten van het dorpscentrum ligt het ook tot de gemeente behorende gehucht Muddy Brook. Die plaats ligt aan de zuidelijke toegang van het Nationaal Park Terra Nova en huisvest het Terra Nova Golf Resort, dat onder meer de Twin Rivers Golf Course omvat.
Drie grote rivieren monden in de Clode Sound uit op het grondgebied van de gemeente. De Northwest River en Salmon Brook monden uit nabij Muddy Brook, terwijl de Southwest River in zee uitmondt ten zuiden van Port Blandford zelf.
In rijafstand zijn de meest nabijgelegen buurdorpen Thorburn Lake (10 km zuidwaarts via de NL-1), Bunyan's Cove (16 km oostwaarts via de NL-233) en Charlottetown (24 km noordoostwaarts via de NL-1).

## Demografie
In 1976 piekte de bevolkingsomvang van Port Blandford op 815 inwoners. De gemeente kende daarna decennialang een dalende demografische trend. In 2011 woonden er nog 483 mensen, wat neerkomt op een daling van 332 inwoners (-41%) in 35 jaar tijd. Sindsdien is er echter opnieuw een zeer beperkte bevolkingsgroei.
| Demografische ontwikkeling van Port Blandford tussen 1951 en 2021          |
| -------------------------------------------------------------------------- |
|                                                                            |
| Bron: Statistics Canada (1951–1986, 1991–1996, 2001–2006, 2011–2016, 2021) |